# Quadra Natalícia
A Quadra Natalícia  ou Quadra Festiva é uma sucessão de datas comemorativas que acontecem no final do ano e início do ano gregoriano. Engloba quatro cerimónias importantes na maioria das igrejas cristãs. Os eventos que ocorrem nesta época são: dia de Natal (no dia 25 de Dezembro), Ano-Novo (dia 31 de dezembro), Paz (dia 1° de janeiro), a Epifania do Senhor/Dia de Reis (6 de janeiro). O Natal, a Paz e a Epifania do Senhor são normalmente cerimónias cristãs e as restantes são de comemoração colectiva, quer nos crentes católicos quer noutros não crentes. A junção destas 4 cerimónias dão origem à Quadra Festiva.

## Cristianismo Ocidental
Na Igreja Católica Apostólica Romana, o Ciclo se inicia com a Vigília de Natal e dura até o festival do Batismo do Senhor, que cai no Domingo após a Epifania (em 13 de Janeiro no calendário pré-Vaticano II). Em alguns círculos católicos mais tradicionais, a época de Natal foi formalmente estendida até 2 de Fevereiro — o festival de Apresentação do Senhor, também conhecido como a Purificação da Virgem, ou ainda festa da Candelária.
A novena de Natal inicia-se dia 16 de dezembro e vai até a véspera (24 de dezembro). A solenidade do Natal prolonga-se por oito dias após o dia 25, inclusive: é a Oitava do Natal. Na Igreja Anglicana, o ciclo do Natal começa com a Oração da Noite na véspera de Natal e termina antes da Oração da Noite na véspera da Epifania (que pode ser celebrada em 6 de Janeiro ou no Domingo entre 2 e 8 de Janeiro).

## Cristianismo Oriental
Na Igreja Ortodoxa, a festa da Natividade começa no dia 20 de Dezembro. Começando nesse dia, muito dos hinos cantados durante as horas canônicas da Grande Festa da Natividade, e os altares e a decoração das igrejas são modificados de acordo com cores festivas. O atual Dia da Festa se inicia nas Vésperas da vigília, na noite de 24 de Dezembro, e continua até 31 de Dezembro, que é a Apódosis (conclusão) da festa. O dia seguinte, 1° de Janeiro é uma combinação de Festa da Circuncisão e o Dia da Festa de São Basílio. 1 de Janeiro também é o início da Teofania (Epifania), que continua até 5 de Janeiro, que é a noite de Teofania.
O período de 25 de Dezembro até dia 4 de Janeiro é um período livre de Jejum, ou seja, o jejum não é obrigatório, mesmo nos dias normais de jejum de Quarta-feira e Sexta-feira. O Domingo após a Natividade é o dia de festa que comemora Rei David e São José; caso não haja Domingo entre 25 de Dezembro e 1° de Janeiro, a festa é movida para 26 de Dezembro, onde é combinada com a Synaxis do Teótoco. O domingo anterior à Teofania é marcado com epístola especial e leitura dos Evangelhos; já noite de Teofania, dia 5 de Janeiro, é de jejum estrito, e oração em preparação para a festa de Teofania em 6 de Janeiro, e sua Apodosis é em 14 de Janeiro, cujo Domingo, igualmente, é marcado por epístolas especiais e leituras evangélicas.